# Симферопольский трамвай
Симферопольский трамвай (укр. Сімферопольський трамвай) — сеть городского трамвая метровой колеи в Симферополе, действовавшая с 1914 по 1970 год.

## История

### Российская империя
В 1911 году при городском голове В. А. Иванове городская дума заключила договор с бельгийским концессионером, инженером Э. Л. Бернар-Борманом и тот внёс деньги, образовав «Бельгийское анонимное общество симферопольских электрических трамваев и освещения». В течение двух лет было закончено строительство электростанции и здания трамвайного депо.
Прокладка путей и установка опор началась летом 1913 года, колея была установлена в 1000 мм. Работами руководил Э. Л. Бернар-Борман — директор акционерного общества в Симферополе.
В начале 1914 года из Бельгии стали поступать первые мотор-вагоны завода «Рагено» — 17 ед., а позже три прицепных открытых с завода Гударвиль. В июне совершались пробные поездки в районе депо.

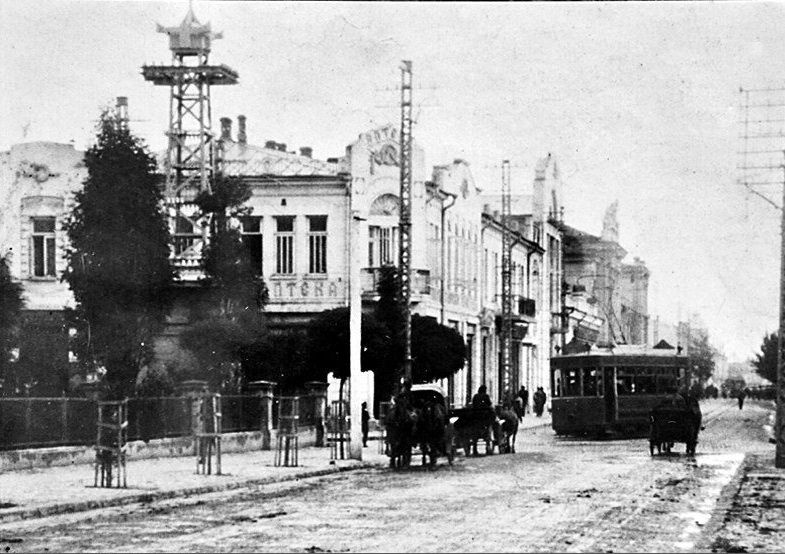
Угол Пушкинской и Гоголевской улиц, подстанция 3 линии Симферополь трамвая

31 июля 1914 года в 11 часов на территории центральной станции Бельгийского анонимного акционерного общества проходил торжественный акт освещения пуска трамвайного движения в городе. Первой трамвайной линией была «Вокзальная», которая проходила от ж.д.вокзала по улицам Вокзальная, Екатерининская, Пушкинская, Дворянская, Фонтанная площадь, улицам Севастопольская, Кантарная, Нижнегоспитальная. Сохранился и находится в Государственном архиве Республики Крым первый билет:
«Симфероп. Трамвай. 31 июля 1914 г. День открытiя движенiя. 10 к. безъ пересадки. Сборъ въ пользу семействъ запасныхъ и ратниковъ ополченiя призванныхъ на войну и учащихся Городск. начальн. школъ».
Вторая линия — «Севастопольско-Феодосийская» была открыта в октябре 1914 года и следовала от тупика на ул. Ново-Садовой по улице Севастопольской, мимо Базара, по улице Салгирная до Феодосийского моста. После окончания строительства нового моста через р. Салгир трамвайная линия 15 августа 1915 года была продлена по мосту до дома Христофорова.
Третья линия «Бетлинговская» была открыта 29 августа 1914 года. Маршрут следовал по улицам Подгорной, Школьной, Лазаревской, переулок Фабра, улицам Пушкинская, Гоголевской, Марковской, Бетлинговской до Шестирековской слободки. На инвентаре в депо было 17 моторных и 7 прицепных вагонов.

### Революция и Гражданская война
В период революции и Гражданской войны трамвай почти не работал, трамвайное движение вновь открылось 12 марта 1924 года.

### СССР
В 1926 году была построена новая однопутная линия от дома Христофорова до Красной горки — 2,56 км. Сложнее было с подвижным составом, вагоны узкой колеи тогда почти не выпускались. В ряде городов Советского Союза узкая колея перешивалась на широкую — Харьков, Тверь, Тбилиси. Трамвайное депо получило из этих городов бывшие в употреблении моторные и прицепные вагоны. На инвентаре в парке было 43 единицы — 27 моторных и 16 прицепных.
В 1932 году появились первые новые мытыщинские вагоны. В двадцатые годы трамвайные маршруты получили номера № 1 «Ж.д. вокзал — Ул. Нижнегоспитальная», № 2 «Севастопольский тупик — Красная горка», № 3 «Ул. Подгорная — Ул. Калинина».
В 1940 году протяженность трамвайных путей составляла 12,1 км, в том числе двухпутных — 9,7 км, однопутных — 2,4 км, на инвентаре было 28 моторных и 13 прицепных вагонов, депо на 24 места. В этом же году в центре города построена тяговая подстанция. Дальнейшие планы по развитию трамвайного хозяйства были прерваны войной. В годы оккупации немцами Крыма трамвай не работал. При отходе советских войск из Симферополя были взорваны котлы, дизели, станки в трамвайном парке.

В феврале 1942 года немцы сняли весь контактный провод и вывезли его в Германию. Была попытка пустить вагоны на конной тяге, которая оказалась безуспешной. Отступая под ударами Советской Армии, немцы взорвали здание управления, многие вагоны.

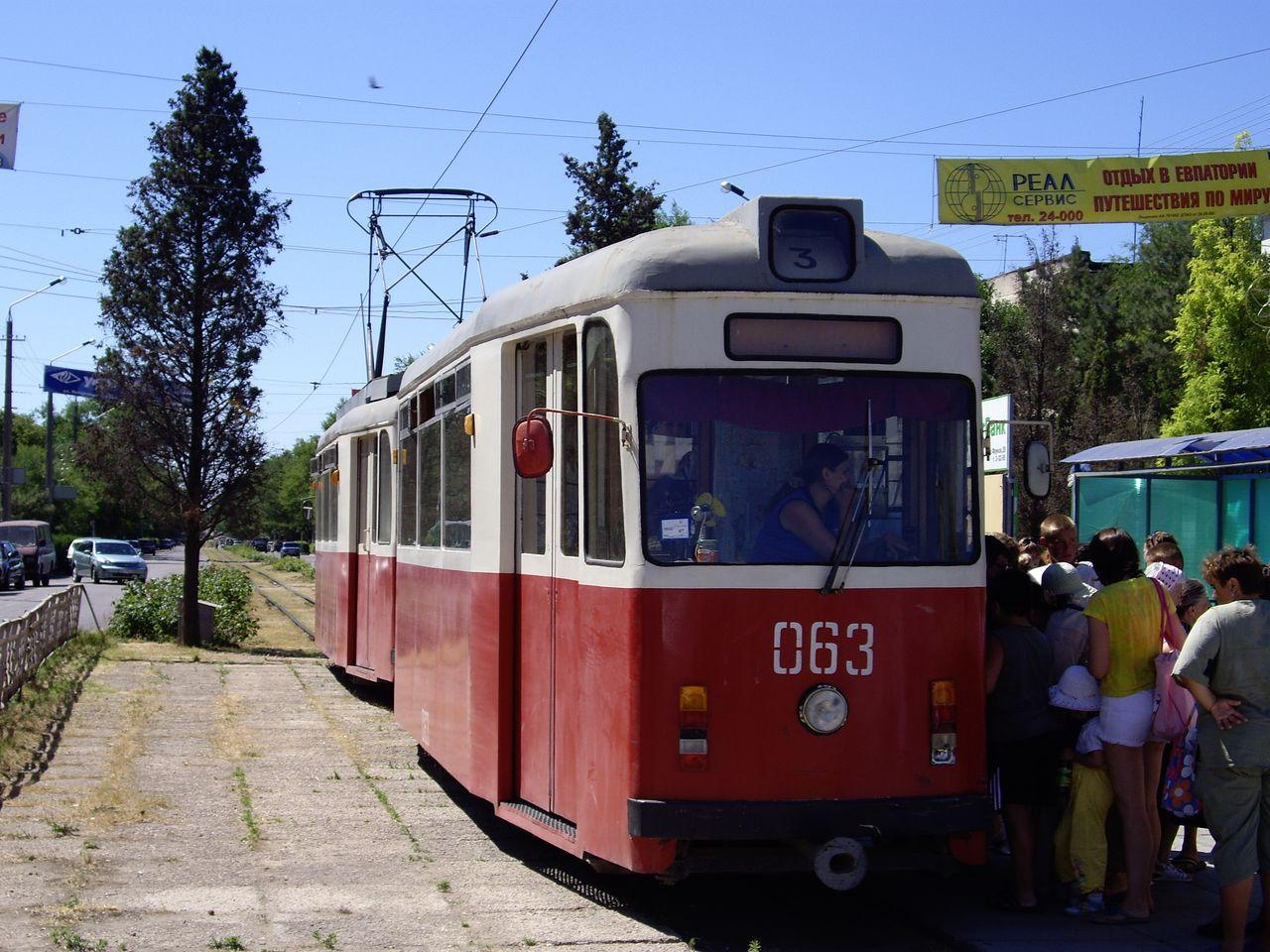
Евпаторийский трамвай Gotha Т-57+В-57 номер 063. Бывший Симферопольский трамвай номер 101.

13 апреля 1944 года Симферополь был освобожден от немецких оккупантов. Начались восстановительные работы. Была расчищена территория депо и приведена в порядок трамвайная линия от ж.д. вокзала до Севастопольского тупика. Из оставшихся вагонов сумели собрать 5 моторных и 5 прицепных. К концу 1944 года к пуску трамвая было готово — восстановлено депо, отремонтировано 18 вагонов, длина пути достигла 13 км, готова была и тяговая подстанция.
Трамвайная сеть была полностью восстановлена 2 декабря 1946 года.
В марте 1947 года стали поступать узкоколейные вагоны из Калининграда. Все трофейные вагоны в ВРМ прошли капитальный ремонт в течение года. Из поступивших 26 вагонов к концу 1947 года восстановили 20. Первый состав вышел на линию 28 мая 1947 года. С появлением калининградских вагонов удалось списать 10 вагонов бельгийской постройки. На конечных остановках маршрута № 2 «Севастопольская — Красная горка» появились разворотные треугольники, что позволило пустить трамвайные поезда.
В декабре 1950 года горисполком принял решение о снятии трамвайных путей с Пушкинской улицы и перенос их на соседние улицы Кирова и Гоголя.
В апреле 1951 года маршрут № 1 следовал от ж.д. вокзала полностью по улице Карла Маркса, Кирова, через Фонтанную площадь и далее на конечную, а маршрут № 3 с улицы Ленина делал поворот на улицу Кирова, мимо Фонтанной площади, делал поворот на улицу Гоголя и далее на конечную.
В 1956 году был проложен второй путь на Красную горку, разворот был треугольником на углу улиц Садовая и Трамвайная. Через два года было построено однопутное кольцо в районе нового центрального рынка, ул. Степана Разина, Кирова, Козлова. На противоположной конечной маршрута № 2 было построено большое разворотное кольцо, за улицей Ромашковая — это позволило ускорить оборот трамвайных поездов по маршруту № 2.
В конце 1959 года трамвай пошел по новому Феодосийскому мосту. В марте 1955 года из ГДР прибыли два поезда «Лова ТБ-55», к концу этого же года ещё два таких трамвайных поезда. На инвентаре на конец 1957 года было 70 вагонов. 12 сентября 1957 года был снят трамвай с улицы Карла Маркса и линии были перенесены на улицы Павленко и Гоголя. В этом году работали маршруты № 1 (ж.д. вокзал — Павленко — Калиинина — Раздольная — Гоголя — Чехова — Нижнегоспитальная), № 2 (Севастопольская — Кирова — Чкалова — Феодосийская — Лермонтова — Репина — Владиславская — Садовая — Красная горка), № 3 (Школьная — Ленина — Кирова — Гоголя — Раздольная — Калинина).
В апреле 1960 года прекратилось трамвайное движение по улицам Кирова и части Севастопольской и все трамваи пошли по вновь выстроенному участку между бывшими конечными остановками маршрутов № 1 и № 3 в районе Госпитальной площади. Трамвай стал обходить центр города по улицам Ленина — Курчатова — Ефремова — Нижнегоспитальная — Чехова. В связи с этим событием маршрут № 1 был закрыт. Маршруты стали выглядеть следующим образом: № 2 «Центральный рынок — Красная горка», № 3 «Центральный рынок — Калинина», № 4 «Центральный рынок — ж.д. вокзал». В 1952 году появились моторные и прицепные вагоны из Ленинграда, которые в ВРМ были переделаны в узкоколейные. В 1957 году в депо стали поступать новые трамвайные вагоны из ГДР производства вагон-завода «Гота» (Gothaer Waggonfabrik). В 1957 г. — 5 поездов, 1958 г. — 29, 1960 г. — 3. Началось массовое списание мытыщинских и калининградских вагонов. В 1959 г. маршрут № 4 пошел к ул. Оборонной, разворот «треугольником» на перекрестке улиц Феодосийской и Оборонной, с 1962 г. линия была продлена полностью по ул. Оборонной до конца, где был построен диспетчерский пункт. В 1960 г. кратковременно работал маршрут № 1 «ж.д. вокзал — центральный рынок». Появление на улицах первых троллейбусов ознаменовало начало постепенного вытеснения трамвая. Первым прекратил свое существование короткий участок на улице Калинина — маршрут № 3
в 1966 году, трамваи маршрута № 3 стали ходить от ж.д. вокзала до центрального рынка. Маршрут № 3 был закрыт в апреле 1968 г.
28 ноября 1968 года закрыт маршрут № 2 — вместо него появился троллейбусный маршрут № 10 «Арабатская — Центральный рынок». Сократился вагонный парк, некоторые вагоны были списаны.
К концу 1969 г. протяженность трамвайных путей составила 19,6 км. Действовал единственный маршрут № 4 «ж.д. вокзал — Оборонная», по которому ходили 28 вагонов.
В ноябре 1970 г. было принято решение о прекращении в городе трамвайного движения. Последний трамвай прошел по городу 30 ноября 1970 г. Причиной закрытия трамвая в городе была изношенность путевого хозяйства. Также была потребность в ремонтной базе троллейбусов, под которую решили отдать трамвайное депо. После закрытия трамвайного движения в городе трамвайные вагоны были переданы в Винницу, Львов, Евпаторию, некоторые были списаны.

## Маршруты
| 1 | Железнодорожный вокзал | Бульвар Ленина — ул. Павленко — ул. Гоголя — ул. Севастопольская | Центральный рынок      | Закрыт в 1960 году. |
| 2 | Центральный рынок      | ул. Степана Разина — ул. Севастопольская — ул. Чехова — ул. Нижнегоспитальная — ул. Крымская — ул. Пограничников — ул. Ефремова — ул. Ленина — пл. Советская — пр. Кирова — пл. Куйбышева — пр. Победы — ул. Лермонтова — ул. Садовая    | Красная горка          | Обратно: ул. Пролетарская — ул. Курчатова. Закрыт в 1960 году, частично заменён автобусом № 6 и троллейбусом № 10. На ул. Садовой так и не появился транспорт после закрытия маршрута. |
| 3 | Центральный рынок      | ул. Степана Разина — ул. Севастопольская — ул. Гоголя — ул. Крейзера — ул. Калинина — ул. Павленко — Бульвар Ленина | Железнодорожный вокзал | В 1966 году после закрытия линии на ул. Калинина, направлен до ж/д Вокзала. В 1968 году закрыт.                                                                                        |
| 4 | ул.51-й Армии          | ул. 51-й армии — пр. Победы — пл. Куйбышева — пр. Кирова — пл. Советская — ул. Ленина — ул. Пролетарская — ул. Курчатова — ул. Ефремова — ул. Нижнегоспитальная — ул. Чехова — парк Тренёва — ул. Гоголя — ул. Павленко — Бульвар Ленина | Железнодорожный вокзал | Обратно: ул. Ефремова — ул. Ленина. Закрыт в 1970 году, частично заменён автобусом № 8. На ул. Ефремова городской транспорт больше не появлялся.                                       |

## Подвижной состав
К 1915 году трамвайный парк насчитывал 20 моторных «Рагено» (Ragheno) и 8 прицепных вагонов «Гударвиль» (Godarville) бельгийского производства.
После Гражданской войны трамвайный парк пополнился 7 моторными вагонами б/у из Харькова, 6 коночными прицепами из Одессы и 3 прицепами из Твери. Бельгийские вагоны были модернизированы.
В 1937 году получено три моторных вагона из Владикавказа, и в 1938 году 16 моторных типа «Х» из Тбилиси.
К началу 1940-х годов уже 51 вагон ходил по трём маршрутам.
1 мая 1945 года вновь был запущен трамвай. Сначала по улицам ходили 12 моторных и 10 прицепных вагонов, к пятидесятым годам трамвайный парк состоял почти из 50 вагонов.
В 1946 году городу получили 14 моторных и 12 прицепных вагонов из Кёнигсберга. Изготовлены в 1924—1931 на заводе Steinfurt.
В 1952—1954 из Ленинграда переданы 8 составов МС+ПС.
В 1955 году прибыли 4 состава LOWA Т54+В54 с номерами 34+75… 37+78
В 1957 получены вагоны производства ГДР Gotha Т-57+В-57 с номерами 38+79… 42+83.
В 1958 — Gotha Т57+В-57 с номерами 44, 45, 146—156 (T) и 85—98 (B).
В 1960 — Gotha T59E/B59E с номерами 157—159 (T) и 99—101 (B).
В 1965 году в парке был 81 вагон.
После закрытия трамвайного движения несколько вагонов были переданы в Винницу, Львов, Евпаторию.
Во Львов переданы — 10 T+8 B с номерами 481—490/581-588 (номера во Львове 481—490 и 581—588). В Винницу — 7T + 4 B (в Виннице поезда 95+96…101+102 и одиночки 103, 104 и 105). В Евпаторию — 5 T + 3 B. (номера 151, 154, 157, 158, 159 и 99-101 (в Евпатории под номерами 014, 013, 003, 011, 053, 062, 063, 012).

## Охрана наследия
Трансформаторная подстанция и электрический столбы возле музея Тавриды в 2012 году официально получила статус памятника науки и техники Крыму. Всего их в городе 2 или 3 штуки. 

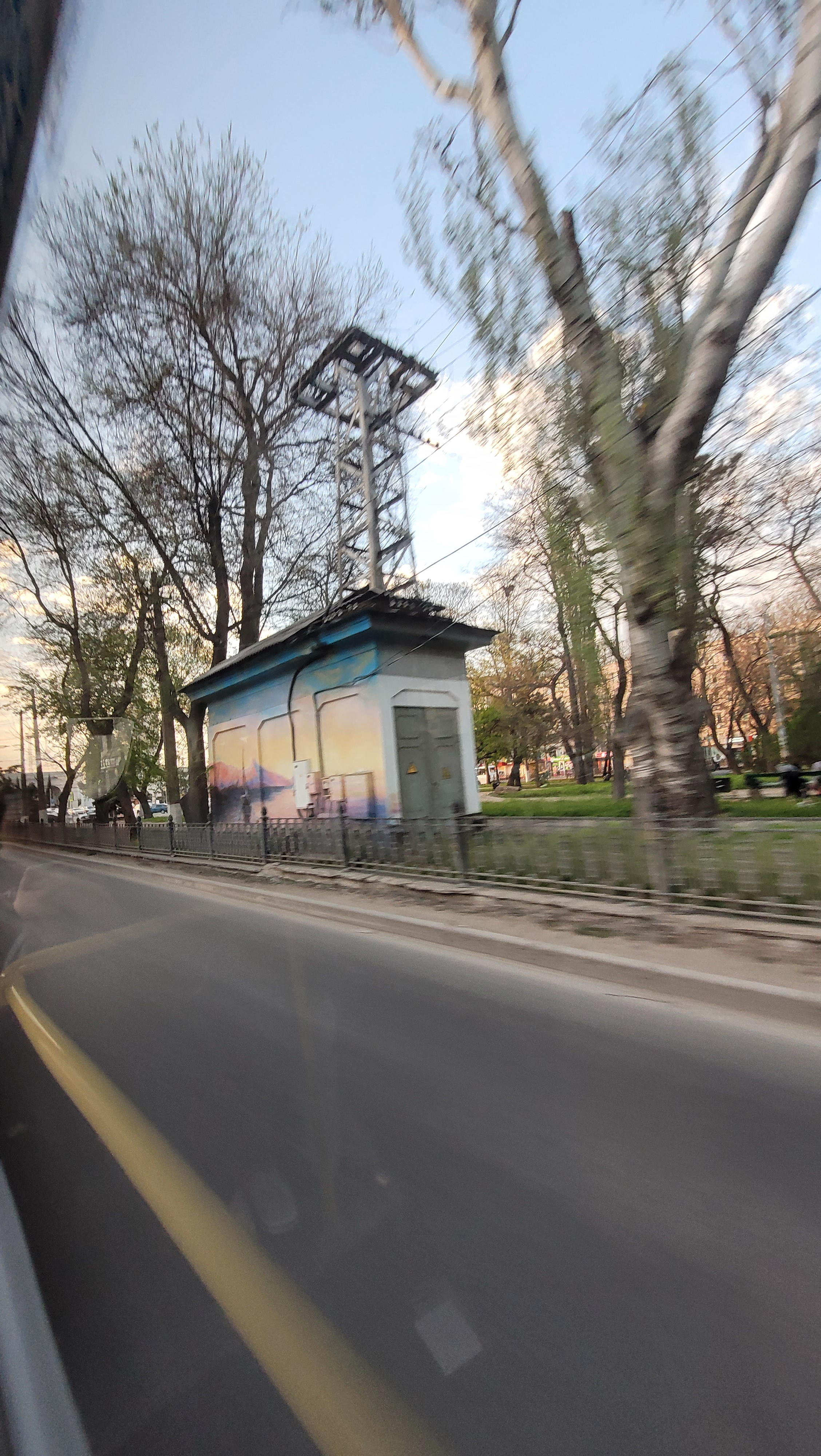
Подстанция на бульваре у вокзала (2021)